# Bolbella kaltenbachi
Bolbella kaltenbachi är en bönsyrseart som beskrevs av Stiewe 2007. Bolbella kaltenbachi ingår i släktet Bolbella och familjen Mantidae. Inga underarter finns listade i Catalogue of Life.